# Stalkruidsteltwants
De stalkruidsteltwants (Berytinus clavipes) is een wants uit de familie van de steltwantsen (Berytidae).

## Uiterlijk
Kenmerkend voor de leden van het genus Berytinus is, dat het tweede segment van de antenne heel kort is, veel korter dan het eerste antennesegment.
De stalkruidsteltwants is bruin van kleur. Het eind van de dijen en het eind van het eerste segment van de antenne zijn iets verdikt, maar niet opvallend vergeleken met andere steltwantsen. De lengte is 6,4 – 8,5 mm.

## Verspreiding en habitat
De soort komt voor in het palearctisch gebied en ontbreekt alleen in het uiterste noorden en het uiterste zuiden van het Middellandse Zeegebied. In Nederland en België is hij zeldzaam. Ze leven op open, droge tot matig droge zandgronden en kalkbodems, waar hun voedselplant voorkomt.

## Leefwijze
Net als de groenbuiksteltwants (Gampsocoris punctipes) voeden zich met stalkruid (Ononis), vooral met kattendoorn (Ononis spinosa) en Ononis repens. Meestal zijn ze onder het heksenkruid op de strooisellaag te vinden. In mei worden de eieren worden gelegd op de onderste bladeren en stengels. In juli verschijnt de nieuwe generatie volwassen wantsen. De volwassen wants overwintert onder de planten; dat kunnen ook andere planten zijn dan de voedselplanten.